# Agyagosszergény
Agyagosszergény je vas na Madžarskem, ki upravno spada pod podregijo Kapuvári Županije Győr-Moson-Sopron.